# Aydie
Aydie è un comune francese di 145 abitanti situato nel dipartimento dei Pirenei Atlantici, nella regione della Nuova Aquitania.

## Società

### Evoluzione demografica
Abitanti censiti